# Жената-котка (филм)
„Жената-котка“ (на английски: Catwoman) е американски супергеройски филм от 2004 г., базиран на едноименната героиня на Ди Си Комикс, режисиран е от Питоф, по сценарий на Джон Бранкато, Майкъл Ферис и Джон Роджърс, по сюжета на Тереса Редбек, Бранкато и Ферис, музиката е композирана от Клаус Баделт, във филма участват Хали Бери, Бенджамин Брат, Ламбърт Уилсън, Алекс Борщайн, Франсис Конрой и Шарън Стоун.
Продуциран от Village Roadshow Pictures и Di Novi Pictures, филмът е пуснат на 23 юли 2004 г.

## В България
В България филмът е пуснат по кината на 22 октомври 2004 г. от Александра Филмс.
На 9 февруари 2005 г. е пуснат на VHS и DVD от Съни Филмс.
През 2009 г. е излъчен за първи път по Нова телевизия със субтитри на български.
На 8 януари 2012 г. се излъчва и по bTV, където е последван от повторения на bTV Cinema и bTV Action.
Войсоувър дублаж
| Озвучаващи артисти  | Гергана Стоянова Таня Димитрова Лидия Вълкова Станислав Димитров Димитър Иванчев |
| Преводач            | Елена Илиева                                                                     |
| Тонрежисьор         | Галина Наумова                                                                   |
| Режисьор на дублажа | Здрава Каменова                                                                  |